# Angelico Pittavino
Angelico Pittavino, Ordensname: Angelico da None (* 28. Mai 1875 in None; † 15. Januar 1953 in Bra), war ein italienischer Kapuziner und Missionar.

## Leben
Angelico Pittavino, Taufname Matteo, wurde am 28. Mai 1875 in None (Turin) als ältester von acht Kindern einer Landwirtsfamilie geboren. Er trat in das Priesterseminar von Chieri, wechselte aber dann in den Kapuzinerorden. Sein Noviziatsjahr absolvierte er im Kloster Racconigi. Am 2. Oktober 1896 legte er in Caraglio die feierliche Profess ab und wurde am 18. Dezember 1897 zum Priester geweiht.
Fünfzehn Jahre lang lehrte er Philosophie und Theologie in den Klöstern Busca, Villafranca und Monte di Torino. 1902 wurde er Vikar der Pfarrei Busca. Drei Jahre später wurde er zum Definitor der Kapuzinerprovinz Piemont und 1908, im Alter von nur dreiunddreißig Jahren, zum Provinzialminister gewählt.
Im Februar 1914 ging er als Missionar nach Eritrea und Äthiopien, wo er (unter dem Volk der Bilen in Keren) über dreißig Jahre lang tätig war (ohne jemals nach Hause zurückzukehren) und Schulen, Missionsstationen und Gesundheitszentren errichtete, was ihm den Spitznamen Frate Tuttofare einbrachte.
1937 wurde er ins benachbarte Äthiopien versetzt und zum Generalvikar in der Stadt Harar gewählt. Er unterrichtete im Priesterseminar und wurde dann in der Hauptstadt Addis Abeba zum Rektor der Pro-Kathedrale ernannt. Während der Unabhängigkeitskämpfe inhaftiert und in einem Konzentrationslager in Mandera in Britisch-Somaliland interniert, wurde er schließlich 1943 zusammen mit anderen Missionaren aus Äthiopien vertrieben. Er kehrte in sein Heimatland zurück und zog sich in das Kapuzinerkloster Bra („La Rocca“) zurück, wo er als Beichtvater und Prediger tätig war.
Dort starb er am 15. Januar 1953. Seine sterblichen Überreste befinden sich in der Kapuzinerkirche Santa Maria degli Angeli in Bra. Ein Seligsprechungsverfahren wurde 1966 eingeleitet; Papst Johannes Paul II. bestätigte seinen heroischen Tugendgrad (eine Vorstufe zur Seligsprechung) am 7. März 1992.